# Зменшений тризвук
Зменшений тризвук — тризвук, що складається з двох малих терцій, між крайніми звуками якого утворюється інтервал зменшеної квінти.

## Обернення
| Звернення | Назва акорду               | Склад        |
| --- | -------------------------- | ------------ |
| \new Staff \with {\remove "Time_signature_engraver"} { < c' es' ges' >1 < es' ges' c' ' >1 < ges' c'' es'' >1 } |                            |              |
| Основний акорд                                                                                                  | Зменшений тризвук          | м. 3 + 3 м.  |
| Перше | Зменшений секстаккорд      | м. 3 + ув. 4 |
| Друге | Зменшений квартсекстаккорд | ув. 4 + 3 м. |

До складу зменшеного тризвуку та його обернень входять малі терції і збільшена кварта, що є оберненням зменшеної квінти і енгармонічно рівна їй.

## Загальна інформація
Зменшений тризвук охоплює зменшену квінту — тритон та вважається дисонансним.
Зменшений тризвук перебуває в натуральному мажорі та гармонічному мінорі на VII ступені. У гармонічному мажорі і в натуральному мінорі базується на II ступені. Дозволяється рух голосів у терції.
У класичній музиці зменшений тризвук часто застосовується не в основному вигляді, а у вигляді секстакорда. Наприклад, використання зменшеного тризвуку Бетховеном називається деякими музикознавцями архаїзмом.
Скорочене позначення зменшеного тризвуку — Зм.5/3, що відповідає виду акорду і інтервалам, що входять у його склад. 
Згідно системи буквено-цифрових позначень акордів, зменшений тризвук позначається з допомогою великої латинської літери, приставки dim або символу o у верхньому регістрі: наприклад, зменшений тризвук від ноти до позначається як C-dim або Co.

## Зменшений тризвук VII ступеня
Згідно з вченням французьких теоретиків початку XIX століття, зменшений тризвук VII ступені є головним акордом лада разом із тонічним тризвуком.
Секстакорд зменшеного тризвуку VII ступеня застосовується як домінантова гармонія і може розглядатися як слабо дисонуючий акорд.

## Список зменшених тризвуків
| Акорд | Основний тон | Третій мажорний | П'ята зменшена |
| ----- | ------------ | --------------- | -------------- |
| Cdim  | C            | E♭              | G♭             |
| C♯dim | C♯           | E               | G              |
| D♭dim | D♭           | F♭ (E)          | A (G)          |
| Ddim  | D            | F               | A♭             |
| D♯dim | D♯           | F♯              | A              |
| E♭dim | E♭           | G♭              | B (A)          |
| Edim  | E            | G               | B♭             |
| Fdim  | F            | A♭              | C♭ (B)         |
| F♯dim | F♯           | A               | C              |
| G♭dim | G♭           | B (A)           | D (C)          |
| Gdim  | G            | B♭              | D♭             |
| G♯dim | G♯           | B               | D              |
| A♭dim | A♭           | C♭ (B)          | E (D)          |
| Adim  | A            | C               | E♭             |
| A♯dim | A♯           | C♯              | E              |
| B♭dim | B♭           | D♭              | F♭ (E)         |
| Bdim  | B            | D               | F              |